# Столова бухта

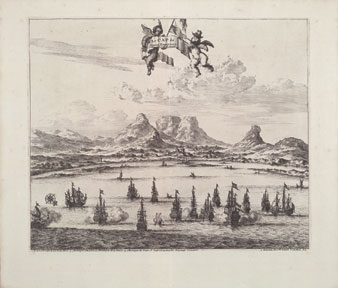
Вигляд з човна на Столову бухту в 1727 році. На задньому плані — Столова гора

Столова бухта, Тейбл-Бей (англ. Table Bay) — бухта Атлантичного океану біля південно-західних берегів Африки. Довжина 15 км, ширина біля входу 7,4 км, глибина 11–40 м. Швидкість течій до 6 км/год.
Припливи півдобові, їхня величина 1,7 м. Впадає річка Солт. На західному березі — порт Кейптаун.
Бухта отримала свою назву за назвою Столової гори, розташованої на її південному березі.
У Столовій бухті розташований острів Роббенайланд.